# 1165 Imprinetta
1165 Imprinetta eller 1930 HM är en asteroid i huvudbältet som upptäcktes den 24 april 1930 av den holländske astronomen Hendrik van Gent i Johannesburg. Den har fått sitt namn efter upptäckarens fru.
Asteroiden har en diameter på ungefär 53 kilometer och den tillhör asteroidgruppen Meliboea.